# Mohamed Saoud
Mohamed Saoud (en arabe : محمد سعود), né le 29 janvier 1996 à Tétouan (Maroc) est un footballeur marocain évoluant dans le club du FUS de Rabat. Il joue au poste de défenseur central.

## Biographie

### En club
Mohamed Saoud naît à Tétouan au Maroc et débute le football dans l'académie du club de sa ville au Moghreb de Tétouan. Il fait ses débuts professionnels en 2015.
Le 6 juillet 2016, il signe un contrat de cinq ans au FUS de Rabat. Lors de la saison 2017/2018, il prend part à la Coupe des confédérations et marque un but contre le Club sportif sfaxien. Lors de la saison 2018/2019, il est prêté au MAS de Fès.

### En sélection
En 2013, il atteint la quatrième place de la Coupe d'Afrique des nations des moins de 17 ans avec l'équipe du Maroc des moins de 17 ans. Il participe ensuite quelques mois plus tard à la Coupe du monde des moins de 17 ans organisée aux Émirats arabes unis. Lors du mondial junior, il joue deux matchs. Le Maroc s'incline en huitièmes de finales contre la Côte d'Ivoire.
Le 28 août 2014, il est sélectionné par Abdellah El Idrissi pour un stage d'entraînement avec l'équipe du Maroc -20 ans au Centre sportif de Maâmora à Salé, comptant pour les préparations au tournoi international du Qatar, à laquelle il prend part,.